# Adarme
El adarme, en árabe درهم, es una antigua unidad de masa castellana, equivalente a la dieciseisava parte de una onza. Estaba dividida en tres tomines (Moneda de plata que se usaba en algunas partes de América. Impuesto que pagaban los indios en Perú). Equivalía a 1,79 gramos.
Esta palabra ha quedado en el idioma español como sinónima de algo insignificante o que existe en poca cantidad.